# Nowosiółki (sielsowiet Nowosiółki, obwód grodzieński)
Nowosiółki (biał. Навасёлкі; ros. Новосёлки) – agromiasteczko na Białorusi, w rejonie oszmiańskim obwodu grodzieńskiego, około 8 km na wschód od Oszmiany, nad rzeką Oszmianka. Siedziba sielsowietu.

## Historia
W XVI wieku Nowosiółki należały do klucza ks. Holszańskich. Z czasem przeszły na Radziwiłłów, właścicieli pobliskich Żupran.  
Kolejnymi właścicielami byli ich męscy potomkowie, kolejno: 
- Karol Józef Czapski (1777–1836), szambelan Stanisława Augusta
- Adam Józef Erazm (1819–1884)
- Adam Ignacy (1849–1914)
- Franciszek Edward (1885–1939), ostatni właściciel Nowosiółek, który tu we wrześniu 1939 roku popełnił samobójstwo[2][3][4][5].

W wyniku reformy administracyjnej w latach 1565–1566 Nowosiółki weszły w skład powiatu oszmiańskiego województwa wileńskiego Rzeczypospolitej. Miejscowość miała w XVIII wieku status wsi magnackiej. Po ustabilizowaniu się granicy polsko-radzieckiej w 1921 roku Nowosiółki wróciły do Polski, należały do gminy Kucewicze w powiecie oszmiańskim. 13 kwietnia 1922 roku gmina weszła w skład objętej władzą polską Ziemi Wileńskiej, przekształconej 20 stycznia 1926 roku w województwo wileńskie. Od 1945 roku – w ZSRR, od 1991 roku – na terenie Republiki Białorusi.
W latach 80. XIX wieku we wsi Nowosiółki było 138 mieszkańców katolickich. W 1931 roku wieś liczyła 217 mieszkańców. W 2009 roku w agromiasteczku mieszkało 396 osób.
Obecnie w miejscowości funkcjonują: 2 sklepy, szkoła, przychodnia, dom kultury, biblioteka i łaźnia publiczna.

## Dwór Nowosiółki
Około 2200 m na północny zachód od centrum agromiasteczka, na terenie obecnej wsi Ogrodniki znajduje się kilka strzaskanych kolumn w rumowisku gruzów w zdziczałym parku na wzgórzu. To pozostałości po siedzibie majątku Czapskich, będących właścicielami klucza Nowosiółki.